# Amòrfia
Amorpheae és una tribu de plantes que pertany a la subfamília Faboideae dins de la família Fabaceae.

## Gèneres
- Amorpha
- Apoplanesia
- Dalea
- Errazurizia
- Eysenhardtia
- Marina
- Parryella
- Psorothamnus